# William F. Goodling
William F. Goodling (ur. 5 grudnia 1927, zm. 17 września 2017) – amerykański polityk, długoletni kongresman reprezentujący Pensylwanię, nauczyciel z zawodu.

## Życiorys
Urodził się w miejscowości Loganville w stanie Pensylwania. Jego ojcem był polityk i kongresman George Atlee Goodling (1896-1982), matką Annetta J. Glatfelter (1897-1954). Ukończył szkołę w Loganville i William Penn High School. Po ukończeniu tej ostatniej w 1945 zaciągnął się do armii i odbył służbę w siłach okupacyjnych na terenie Japonii. Po powrocie do kraju zapisał się na University of Maryland. Studia ukończył w 1953. Potem był trenerem sportowym w Kennard Dale High School. Magisterium obronił na Western Maryland College. Pracował jako nauczyciel, dyrektor szkoły, kurator oświatowy i przewodniczący rady szkoły. Przez wiele lat był przedstawicielem stanu Pensylwania. Reprezentował Partię Republikańską. Swą funkcję sprawował przez trzynaście kadencji od 1975 do 2001.
Prywatnie miał żonę, Hildę Wright i dójkę dzieci, syna Todda i córkę Jennifer. Był protestantem wyznania ewangelicko-metodystycznego. Na emeryturze zajął się hodowlą koni pełnej krwi angielskiej.